# 제이슨 리터
제이슨 리터(Jason Ritter, 1980년 2월 17일 ~ )는 미국의 배우, 제작자이다.

## 출연 작품

### 영화
- 위험한 유혹 (2002)
- 프레디 대 제이슨 (2003)
- 더블유 (2008)
- 세븐미니츠 (2014) - 마이크 역
- Always Worthy (2015)
- 이야기 (2018)
- 겨울왕국 2 (2019) - 라이더 역

### 텔레비전
- 조안 오브 아카디아 (2003-05)
- 페어런트 후드 (2010-14)
- 괴짜가족 괴담일기 (2012-16) - 애니메이션
- 슈퍼키드 디온 (2019-22, Raising Dion)- 팻 콜린스 역